# 圣塞西尔 (芒什省)
圣塞西尔（法語：Sainte-Cécile，法語發音：[sɛ̃t sesil]）是法国芒什省的一个市镇，属于圣洛区。

## 地理
圣塞西尔（48°50'8"N, 1°11'22"W）面积11.29 平方千米，位于法国诺曼底大区芒什省，该省份为法国西北部沿海省份，西、北、东北三面环大西洋，东起顺时针与卡爾瓦多斯省、奧恩省、马耶讷省和伊勒-维莱讷省接壤。
与圣塞西尔接壤的市镇（或旧市镇、城区）包括：圣欧班德布瓦、贝隆、拉沙佩勒塞斯兰、谢朗塞勒埃龙、拉科隆布、圣莫尔德布瓦、维勒迪约莱波埃勒-鲁菲尼。

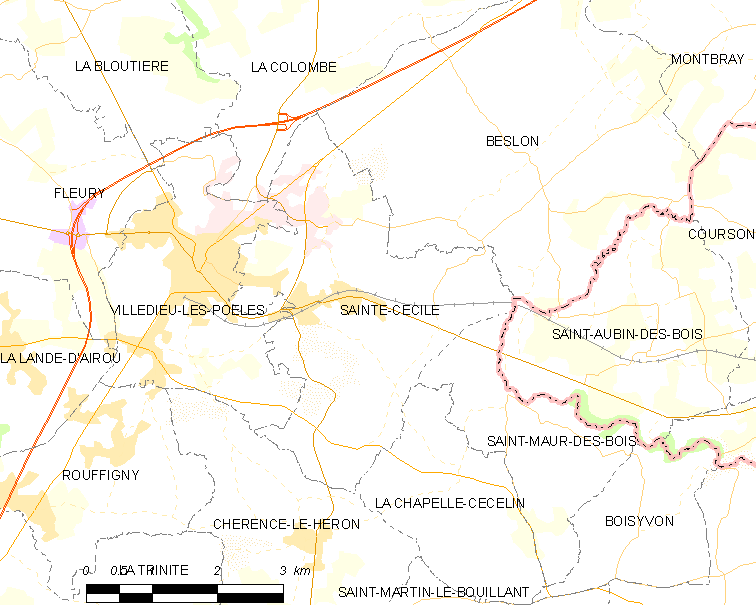
的OSM定位图

圣塞西尔的时区为UTC+01:00、UTC+02:00（夏令时）。

## 行政
圣塞西尔的邮政编码为50800，INSEE市镇编码为50453。

## 政治
圣塞西尔所属的省级选区为维勒迪约莱普瓦勒-鲁菲尼县。

## 人口

1962-2008年间人口变化图示

圣塞西尔于2022年1月1日时的人口数量为785人。